# 班傑明·麥爾
班傑明·麥爾（1994年4月19日—）是一位奧地利雪車運動員。
截至2014年4月，他在世錦賽最佳表現是2013年團體項目第11名，奧運項目表現最佳為2013年男子雙人項目第29名。